# Jonas Gonçalves Oliveira
Jonas Gonçalves Oliveira (Bebedouro, Brasil, 1 de abril de 1984) es un exfutbolista y farmacéutico brasileño que jugaba como delantero. Terminó su carrera en julio de 2019 en el SL Benfica de Portugal, consagrándose como uno de los grandes goleadores del club.

## Carrera

### Inicios y Grêmio
Este atacante fue descubierto en el Guarani de la serie B del Campeonato Brasileiro de 2005, torneo en el que hizo 12 goles. En enero de 2006 se integró al Santos FC, donde conquistó el Campeonato Paulista de 2006, convirtiendo 4 goles en 5 partidos. Tras una lesión, tuvo que ser sometido a una cirugía en la rodilla.
En 2007, fichado por el Grêmio de Porto Alegre, marcó 4 goles en el Campeonato Paulista donde se consagró con su equipo bicampeón. Fue cedido una temporada en 2008 a la Portuguesa y regresó a Grêmio.
En 2009, tras vivir su peor noche en la Libertadores, el diario español Mundo Deportivo llegó a nombrarlo "peor delantero del mundo".
Pero en 2010 se rehízo y fue el año del artillero del "Brasileirão" con 23 goles, fue incluido como uno de los dos delanteros en la selección del Brasileirão 2010 y también fue uno de los tres jugadores que alcanzaron las puntuaciones más altas en la lista de candidatos a los "Mejores del año" de Brasil.

### Valencia CF
Con 26 años, el Valencia Club de Fútbol confirmó su fichaje el 24 de enero de 2011 y se incorporó a la disciplina che en el mercado de invierno de la temporada 2010/11 para completar el ataque del técnico Unai Emery junto a Roberto Soldado y Aritz Aduriz. Su fichaje ascendió a sólo 1'2 millones de euros debido a una cláusula contractual que le permitía abandonar su club por esta cantidad, y que averiguó la dirección deportiva valencianista encabezada por Braulio Vázquez.
El 28 de febrero de 2011, cuando jugaba su segundo partido con la elástica valencianista, consiguió su primer gol como jugador ché, en el rechace, tras un potente tiro de Tino Costa, consiguiendo el 1-2 definitivo en la remontada del Valencia ante el Athletic Club en el Estadio de San Mamés. Consiguió otros dos goles esa misma temporada. 
La temporada siguiente logró ser el segundo máximo anotador del equipo con 19 goles oficiales entre todas las competiciones, sólo superado por Soldado con 27. Su primer gol en competición europea fue el 19 de octubre de 2011 en la UEFA Champions League ante el Bayer Leverkusen en el BayArena, aunque luego el conjunto alemán lo remontó ganando 2-1. El siguiente partido europeo, el 1 de noviembre, marcó un gol al mismo Bayer Leverkusen a los 10'37 segundos de juego, convirtiéndose así en el segundo gol más rápido de la historia de la UEFA Champions League por detrás del gol de Roy Makaay.
En la 2012/13 se convirtió definitivamente en la pareja de ataque junto a Soldado tras la marcha de Aduriz y el fichaje de Nelson Valdez. Anotó también 19 goles oficiales a pesar de la irregular campaña del conjunto valencianista con los técnicos Pellegrino y Valverde. 
La temporada 2013/14 la inició como delantero de referencia tras la marcha de Soldado al fútbol inglés, teniendo como alternativas al portugués Hélder Postiga, el colombiano Dorlan Pabón y al joven valenciano Paco Alcácer. El bajísimo rendimiento de los dos primeros hizo que Jonas se hiciera con la titularidad indiscutible, pero el pobre juego de un equipo descompensado en todas sus líneas hizo que sólo anotara 8 goles en toda la primera vuelta, con Miroslav Djukic como técnico. En la segunda vuelta, ya con Juan Antonio Pizzi en el banquillo y tras las salidas de Postiga y Pabón, fue superado en la titularidad por Paco Alcácer de 20 años. Jonas se convirtió en su suplente, y sólo logró anotar 2 goles más en Liga y uno en la Europa League en el decisivo partido de vuelta de semifinales frente al Sevilla en Mestalla, que disputó porque Alcácer estaba sancionado, y donde los valencianistas estuvieron a un paso de clasificarse para la final de dicha competición. En conjunto, aunque en Liga fue máximo goleador del equipo con 10 goles (por 6 de Alcácer), en el total de competiciones oficiales fue superado por el delantero valenciano que anotó 14 goles, por 11 de Jonas.
En el verano de 2014, ya con 30 años y un año más de contrato, Jonas no contaba para el nuevo proyecto valencianista del multimillonario Peter Lim y su entrenador Nuno Espírito Santo, por lo que se ejercitaba al margen de la plantilla junto con otros descartados a la espera de una oferta de su agrado. Tras no recibir ninguna oferta por Jonas, el Valencia CF vendió al jugador a coste 0. Tuvo varias propuestas pero ninguna convenció al jugador, que apuró el mercado de fichajes hasta que el último día y se negó a entrar en ninguna operación de traspaso que interesaba al club, como la llegada, que no se produjo, de Enzo Pérez. Finalmente, el 1 de septiembre de 2014, el club y el jugador acordaron rescindir el contrato, dejando así libre al jugador para negociar con el equipo que desee.

### SL Benfica
Con el mercado de fichajes ya cerrado negoció con el SL Benfica de Portugal y el 11 de septiembre de 2014 viajó a Lisboa para cerrar las negociaciones y concretar su llegada al club.

## Selección brasileña
Su debut con la selección absoluta de Brasil se produjo el 27 de marzo de 2011, recién fichado por el Valencia CF, de la mano de Mano Menezes en un partido amistoso ante la selección de Escocia sustituyendo a Leandro Damiao en el minuto 80 de partido. Posteriormente recibió una segunda convocatoria en un amistoso contra Alemania, donde no participó. Fue de nuevo convocado en otros amistosos de la canarinha ante Costa Rica y México, donde tampoco tuvo participación. 
El 14 de noviembre de 2011 participó de titular en un amistoso ante Egipto, marcando los dos goles del triunfo de la canarinha sobre los faraones con resultado final de 2-0.

## Estadísticas
Actualizado al último partido jugado el 3 de marzo de 2018.
| Guarani F. C. · Brasil | 2005                | 25  | 12  | 1  | 0  | 0   | 0  | 26  | 12  |
| Guarani F. C. · Brasil | Total               | 25  | 12  | 1  | 0  | 0   | 0  | 26  | 12  |
| Santos F. C. · Brasil | 2006                | 15  | 1   | 0  | 0  | 9   | 4  | 24  | 5   |
| Santos F. C. · Brasil | 2007                | 5   | 0   | 0  | 0  | 8   | 5  | 13  | 5   |
| Santos F. C. · Brasil | Total               | 20  | 1   | 0  | 0  | 17  | 9  | 37  | 10  |
| Grêmio F. P. A. · Brasil | 2007                | 12  | 3   | 0  | 0  | 0   | 0  | 12  | 3   |
| Grêmio F. P. A. · Brasil | Total               | 12  | 3   | 0  | 0  | 0   | 0  | 12  | 3   |
| A. Portuguesa D. · Brasil | 2008                | 25  | 10  | 0  | 0  | 0   | 0  | 25  | 10  |
| A. Portuguesa D. · Brasil | Total               | 25  | 10  | 0  | 0  | 0   | 0  | 25  | 10  |
| Grêmio F. P. A. · Brasil | 2008                | 3   | 0   | 0  | 0  | 0   | 0  | 3   | 0   |
| Grêmio F. P. A. · Brasil | 2009                | 26  | 14  | 0  | 0  | 23  | 10 | 49  | 24  |
| Grêmio F. P. A. · Brasil | 2010                | 33  | 23  | 9  | 8  | 23  | 11 | 65  | 42  |
| Grêmio F. P. A. · Brasil | 2011                | 0   | 0   | 0  | 0  | 2   | 3  | 2   | 3   |
| Grêmio F. P. A. · Brasil | Total               | 62  | 37  | 9  | 8  | 48  | 24 | 119 | 69  |
| Valencia C. F. · España | 2010-11             | 13  | 3   | 0  | 0  | 1   | 0  | 14  | 3   |
| Valencia C. F. · España | 2011-12             | 34  | 10  | 7  | 4  | 13  | 5  | 54  | 19  |
| Valencia C. F. · España | 2012-13             | 35  | 13  | 6  | 1  | 8   | 5  | 49  | 19  |
| Valencia C. F. · España | 2013-14             | 31  | 10  | 1  | 0  | 8   | 1  | 40  | 11  |
| Valencia C. F. · España | Total               | 113 | 36  | 14 | 5  | 30  | 11 | 157 | 52  |
| S. L. Benfica Portugal | 2014-15             | 27  | 20  | 8  | 11 | 0   | 0  | 35  | 31  |
| S. L. Benfica Portugal | 2015-16             | 34  | 32  | 5  | 2  | 9   | 2  | 48  | 36  |
| S. L. Benfica Portugal | 2016-17             | 19  | 13  | 8  | 5  | 1   | 0  | 28  | 18  |
| S. L. Benfica Portugal | 2017-18             | 30  | 34  | 5  | 3  | 6   | 0  | 41  | 37  |
| S. L. Benfica Portugal | 2018-19             | 22  | 11  | 3  | 1  | 5   | 2  | 30  | 14  |
| S. L. Benfica Portugal | Total               | 132 | 110 | 29 | 22 | 21  | 4  | 182 | 136 |
| Total en su carrera | Total en su carrera | 389 | 208 | 53 | 35 | 116 | 48 | 559 | 291 |
| (1) Incluye datos de Campeonato Brasileño, Campeonato Gaúcho y Campeonato Paulista. (2) Incluye datos de Copa de Brasil, Copa del Rey, Copa de Portugal, Copa de la Liga de Portugal y Supercopa de Portugal. (3) Incluye datos de Copa Sudamericana, Copa Libertadores, Liga de Campeones de la UEFA y Liga Europa de la UEFA. |                     |     |     |    |    |     |    |     |     |

### Hat-tricks
Actualizado al último partido el 3 de marzo de 2018.
| 1 | 6 de octubre de 2010   | Grêmio - Grêmio Barueri |  | 4 - 0 | Serie A 2010             |
| 2 | 1 de diciembre de 2013 | Valencia - Osasuna      |  | 3 - 0 | Liga Española 2013-14    |
| 3 | 18 de octubre de 2014  | Covilhã - Benfica       |  | 2 - 3 | Copa de Portugal 2014-15 |
| 4 | 11 de enero de 2016    | Nacional - Benfica      |  | 1 - 4 | Primeira Liga 2015-16    |
| 5 | 19 de agosto de 2017   | Benfica - Belenenses    |  | 5 - 0 | Primeira Liga 2017-18    |
| 6 | 3 de marzo de 2018     | Benfica - Marítimo      |  | 5 - 0 | Primeira Liga 2017-18    |

## Palmarés

### Campeonatos nacionales
| Título                | Club    | País     | Año  |
| --------------------- | ------- | -------- | ---- |
| Primeira Liga         | Benfica | Portugal | 2015 |
| Copa de la Liga       | Benfica | Portugal | 2015 |
| Primeira Liga         | Benfica | Portugal | 2016 |
| Copa de la Liga       | Benfica | Portugal | 2016 |
| Supercopa de Portugal | Benfica | Portugal | 2016 |
| Primeira Liga         | Benfica | Portugal | 2017 |
| Copa de Portugal      | Benfica | Portugal | 2017 |
| Supercopa de Portugal | Benfica | Portugal | 2017 |
| Primeira Liga         | Benfica | Portugal | 2019 |

### Distinciones individuales
| Distinción                                     | Año  |
| ---------------------------------------------- | ---- |
| Máximo goleador del Brasileirão (23 goles)     | 2010 |
| Máximo goleador de la Primeira Liga (32 goles) | 2016 |
| Mejor Futbolista del año en Portugal           | 2016 |
| Máximo goleador de la Primeira Liga (34 goles) | 2018 |

## Vida privada
Tras su retirada del fútbol, se convirtió en propietario de una farmacia en Taiúva (Brasil), donde trabaja como farmacéutico.